# Rabo Saminou
Rabo Kabara Saminou Gado (Agadez, 23 maggio 1986) è un calciatore nigerino, portiere del Sahel Sporting Club e della nazionale nigerina.

## Carriera

### Club
Inizia la carriera agonistica nel 2004 con il Sahel Sporting Club. Nel 2007 si trasferisce in  Nigeria per giocare nell'Enyimba, con cui gioca anche una partita nella CAF Champions League. Nel 2010 passa al FUS Rabat, società marocchina che lascerà nel corso della stagione per giocare nel Cotonsport Garoua, squadra camerunese. Nel 2011 è tornato a giocare in patria, nuovamente nel Sahel Sporting Club.

### Nazionale
Fa parte della Nazionale del suo Paese dal 2006. Viene selezionato per partecipare alla Coppa d'Africa 2012 ed all'edizione successiva.

## Palmarès

### Club

#### Competizioni nazionali
- Niger Premier League: 2

Sahel SC: 2004, 2007
- Coppa del Niger: 5

Sahel SC: 2004, 2006, 2011, 2012, 2014
- Campionato nigeriano: 2

Enyimba: 2007, 2010
- Coppa di Nigeria: 1

Enyimba: 2007
- Campionato camerunese: 1

Cotonsport Garoua: 2011
- Coppa del Camerun: 1

Cotonsport Garoua: 2011

#### Competizioni internazionali
- Coppa della Confederazione CAF: 1

FUS Rabat: 2010